# Myslejovice

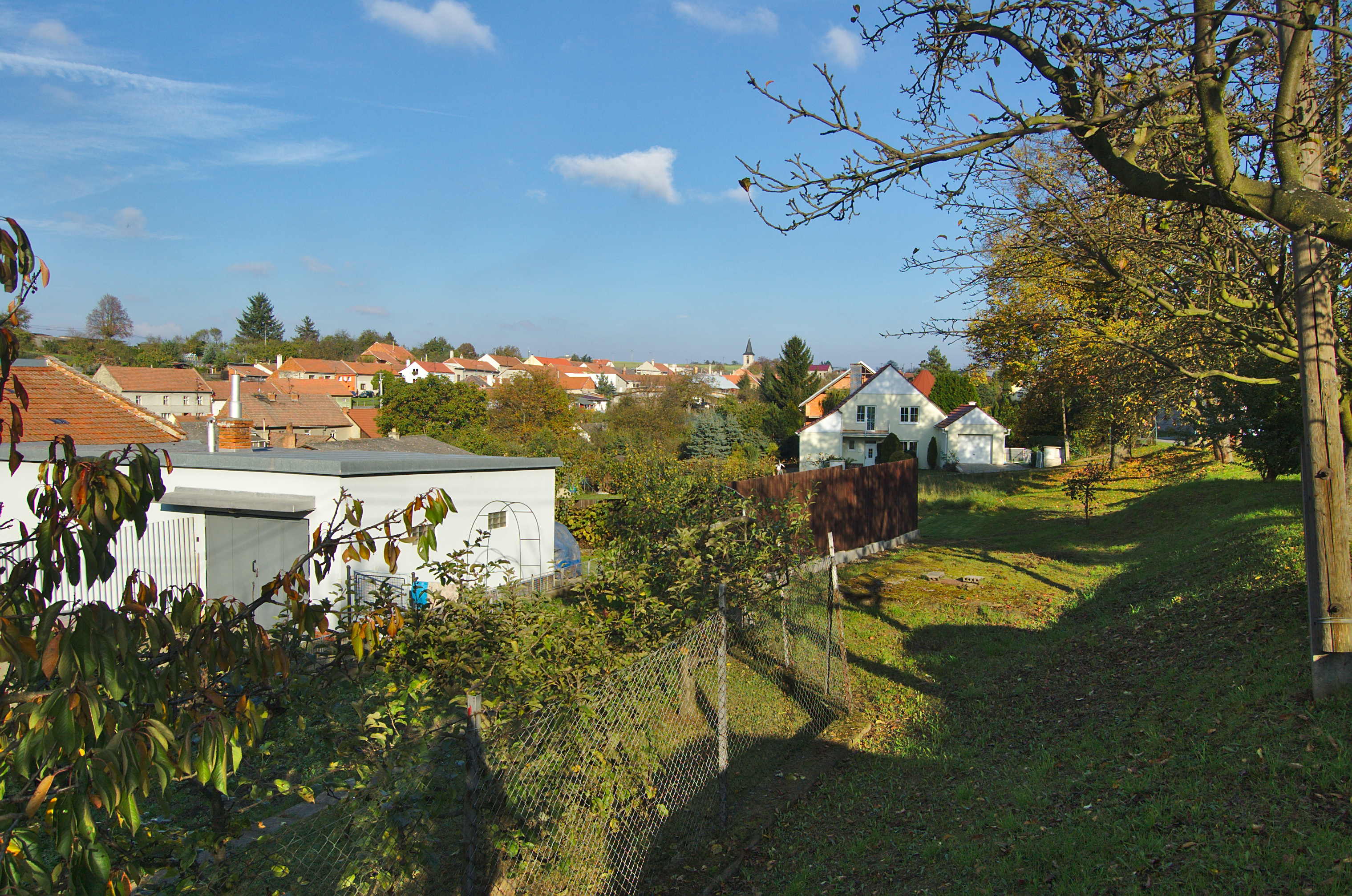
Blick auf Myslejovice

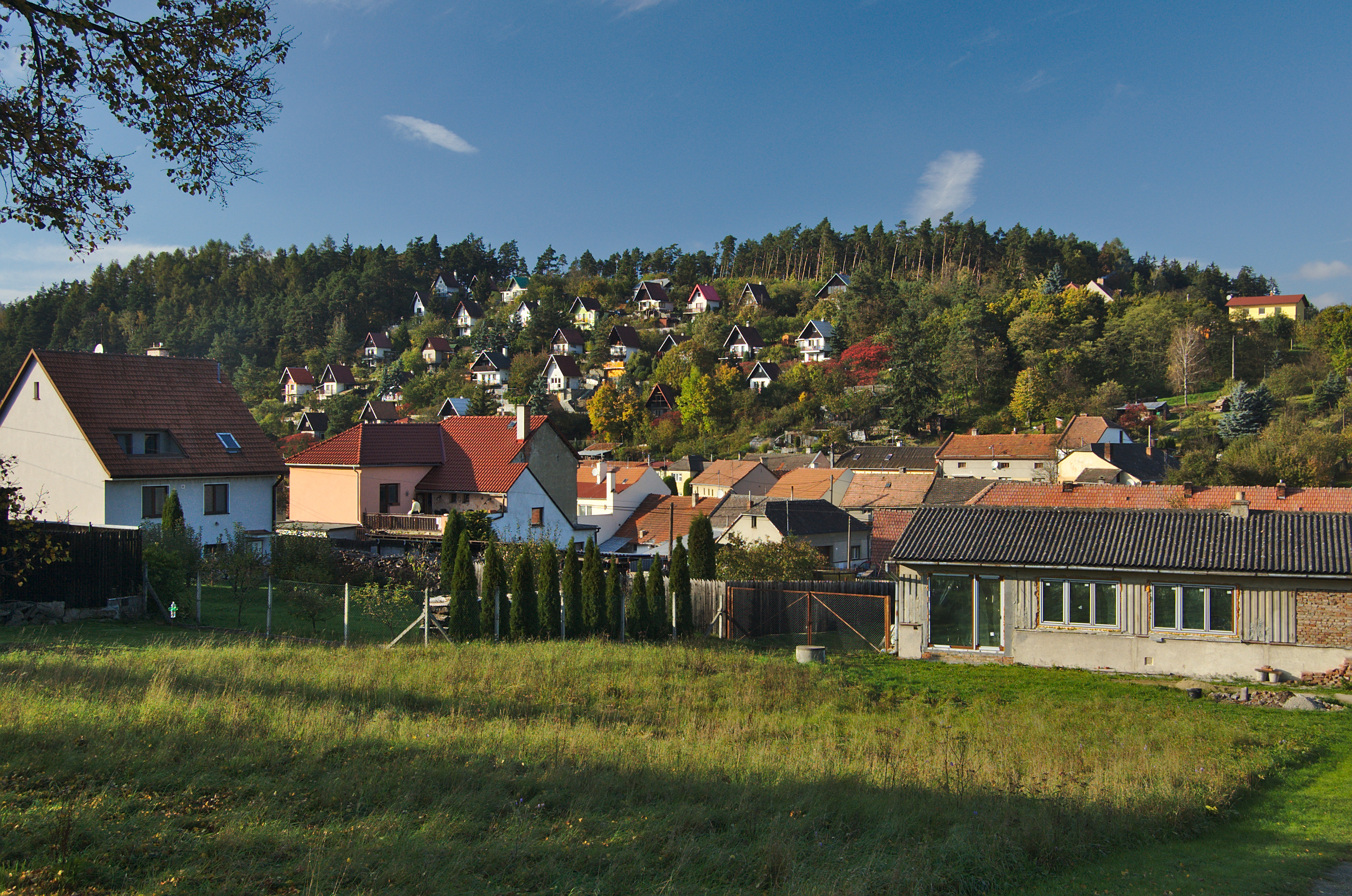
Ferienhauskolonie am Hang der Křéba

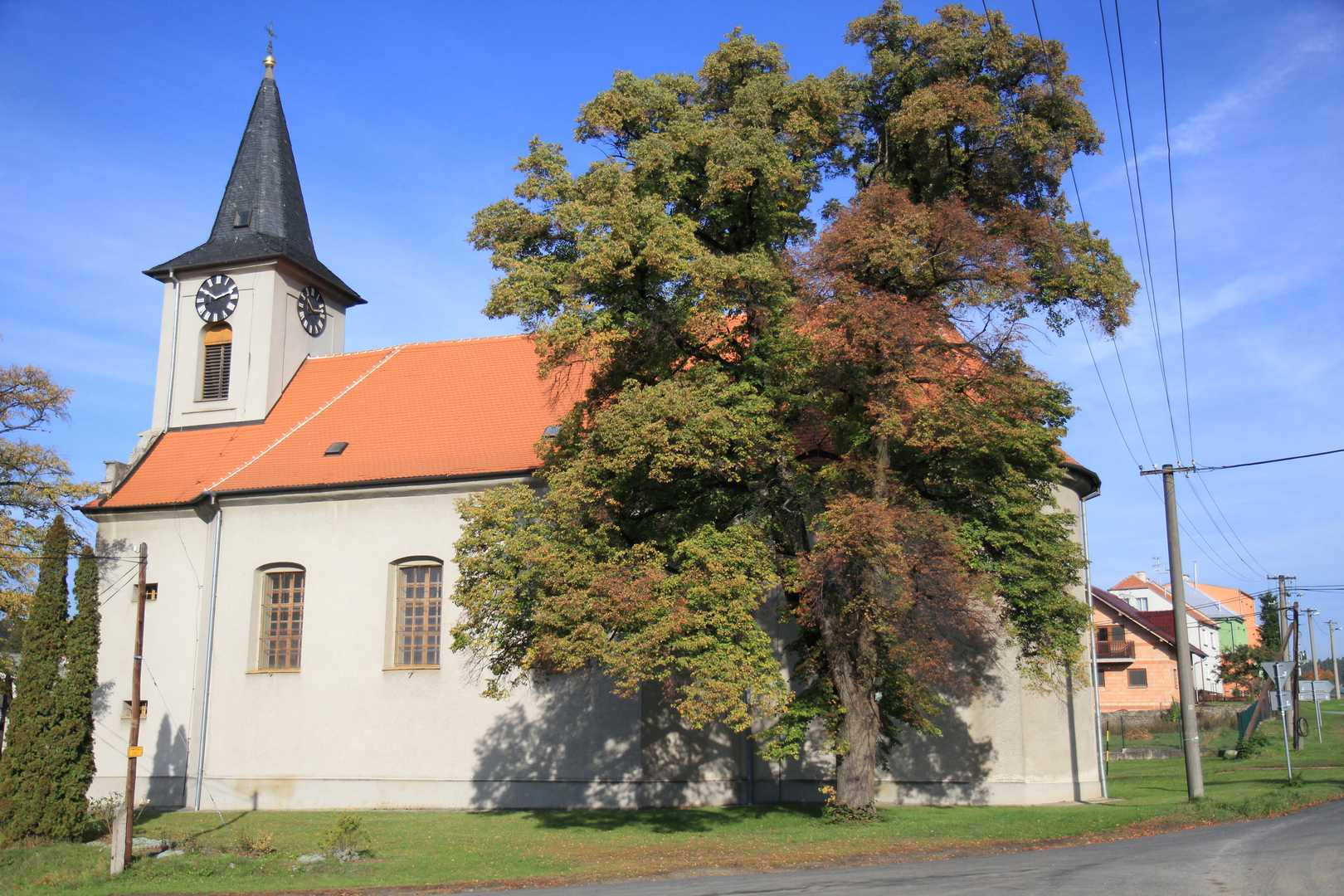
Kirche Mariä Verkündigung

Myslejovice (deutsch Misliowitz, 1939–45 Mislowitz) ist eine Gemeinde in Tschechien. Sie liegt zehn Kilometer südwestlich von Prostějov und gehört zum Okres Prostějov.

## Geographie
Das Längsangerdorf Myslejovice befindet sich im Drahaner Bergland im Tal des Baches Myslejovický potok, der unterhalb des Dorfes in die Brodečka mündet. Gegen Westen erstreckt sich der Truppenübungsplatz Březina. Nördlich erhebt sich der Křenůvský kopec (411 m. n.m.), im Nordosten der Markovec (398 m. n.m.), östlich die Kamenice (385 m. n.m.), im Südosten die Strážná (409 m. n.m.), südlich die Perná (397 m. n.m.), im Südwesten der Kozák (Kosakenberg; 423 m. n.m.), westlich der Zámčisko (394 m. n.m.) mit dem Burgstall Myslejovice, sowie im Nordwesten der Spálený kopec (420 m. n.m.), die Nivky (458 m. n.m.), die Křéba (393 m. n.m.) und die Křenůvská hora (402 m. n.m.). 
Nachbarorte sind Křenůvky im Norden, Alojzov, Určice und Dětkovice im Nordosten, Vincencov im Osten, Dobrochov und Otaslavice im Südosten, Kobylničky, Kotačky und Podivice im Süden, Ferdinandsko, Doubrava und Studnice im Südwesten, Odrůvky, Nové Sady und Březina im Westen sowie Drahany, Bousín und Prostějovičky im Nordwesten. 

## Geschichte
Archäologische Funde belegen eine frühzeitliche Besiedlung des Gemeindegebietes. Auf der Křéba bestand während der Jungsteinzeit eine befestigte Siedlung, dort gefundene Keramikreste lassen sich der Trichterbecherkultur zuordnen. Auf dem Spálený kopec wurden Reste einer befestigten Siedlung der Lausitzer Kultur entdeckt.
Die älteste Nachricht, die in Verbindung mit der Burg und dem Dorf Myslejovice stehen könnte, stammt aus einem Kauf von 1088, bei dem der Vladike Myslej als Zeuge zeichnete. In einem von Bischof Heinrich Zdik gefertigten Besitzverzeichnis des Bistums Olmütz aus dem Jahre 1131 sind elf Lahn in Mstichowice als Besitz der neu errichteten Olmützer Domkirche aufgeführt. 
Die erste gesicherte Erwähnung des Dorfes erfolgte 1267 unter dem Namen Myzlagwiz, als Bischof Bruno von Schauenburg dem Domkapitel zwei Lahn Ackerland überließ. Im Jahre 1348 war die Burg wahrscheinlich Sitz des Přibik von Myslejovice. Předota von Wrbeny verkaufte 1368 die auf Myslejovice verschriebene 100 Mark Morgengabe seiner Frau Margarethe an Jakob von Bystřic, der sie 1374 dem Ješek Kropáč von Holstein einlegte. Dieser kaufte im selben Jahre auch die Burg und das Dorf Myslejovice von den Brüdern Eustach, Niklas und Wiknan von Myslegowicz. Der nachfolgende Grundherr, Stephan von Holstein-Wartnow, veräußerte Myslejovice 1382 an Welislaw von Mezyboř, der es 1390 an den Besitzer der Herrschaft Plumenau, Peter von Krawarn verkaufte. Im Jahr darauf schenkte Peter von Krawarn das Dorf der von ihm gestifteten Augustiner-Propstei Proßnitz. Nach deren Zerstörung während der Hussitenkriege bemächtigten sich die Herren von Krawarn der Propsteigüter; spätestens seit 1466 gehörte Mstiowitz wieder zur Herrschaft Plumenau. Nachdem mit dem Tode des Georg von Krawarn 1466 das Adelsgeschlecht von Krawarn im Mannesstamme erloschen war, bestimmte 1490 dessen Tochter, Johanna verheiratete von Kunstadt, ihren Schwiegersohn Vratislav von Pernstein zum Erben der Herrschaft Plumenau. Im Jahre 1600 verkauften die Erben des Johann von Pernstein die verschuldete Herrschaft Plumenau an Karl von Liechtenstein; sie wurde damit Teil des großen Majorates des Hauses Liechtenstein. Im Zuge des Kaufs wurde auch ein Meierhof in Myslejovice aufgeführt. 1740 entstand ein herrschaftliches Jägerhaus als Sitz des Revierförsters. 1788 wurde auf Kosten des Religionsfonds eine Kirche errichtet, im Jahre 1789 stiftete der Religionsfonds eine Pfarrei; zuvor war das Dorf nach Otaslavice eingepfarrt. Der Meierhof wurde nach 1793 aufgehoben. Das erste Schulgebäude entstand 1798.
Im Jahre 1835 bestand das im Olmützer Kreis gelegene Dorf Misliowitz, auch Mislejowitz bzw. Mysliowice genannt, aus 66 Häusern mit 474 mährischsprachigen Einwohnern. Haupterwerbsquelle bildeten die Landwirtschaft und die Arbeit im Forst. Unter dem Patronat des Religionsfonds standen die dem Proßnitzer Dekanat zugeordnete Pfarrei, die Kirche der Unbefleckten Empfängnis Mariens und die Schule. Der Ort war Sitz eines der zehn herrschaftlichen Forstreviere. Misliowitz war Pfarr- und Schulort für Kobelnitschek und Křenuwek. Bis zur Mitte des 19. Jahrhunderts blieb Misliowitz der Fideikommissherrschaft Plumenau untertänig.
Nach der Aufhebung der Patrimonialherrschaften bildete Myslijovice / Misliowitz ab 1850 eine Gemeinde im Gerichtsbezirk Plumenau. Ab 1869 gehörte Myslijovice zum Bezirk Proßnitz; zu dieser Zeit hatte das Dorf 476 Einwohner und bestand aus 73 Häusern. 1889 begann der Unterricht im neuen Schulhaus, das bis heute genutzt wird. Seit dem Ende des 19. Jahrhunderts wurden Mysliovice und Myslejovice alternativ als tschechische Ortsnamen verwendet. Im Jahre 1900 lebten in Mysliovice 554 Personen; 1910 waren es 572. Das neue Revier wurde 1914 gebaut; es war mit umfangreichen Wohn- und Amtsräumen für den Revierförster, der über 1000 ha Wald bewirtschaftete, versehen. Nach dem Ersten Weltkrieg zerfiel der Vielvölkerstaat Österreich-Ungarn, die Gemeinde wurde 1918 Teil der neu gebildeten Tschechoslowakischen Republik. Beim Zensus von 1921 lebten in den 99 Häusern von Mysliovice 561 Tschechen. 1924 wurde Myslejovice zum amtlichen tschechischen Ortsnamen erklärt. 1930 bestand Myslejovice aus 108 Häusern und hatte 552 Einwohner. Von 1939 bis 1945 gehörte Myslejovice / Mislowitz zum Protektorat Böhmen und Mähren. Während der deutschen Besetzung erfolgte 1940 der Beschluss zur Erweiterung des Schießplatzes Wischau zu einem großen Truppenübungsplatz der Wehrmacht. Von der Errichtung des Truppenübungsplatzes Wischau war Myslejovice nicht direkt betroffen. Im Jahre 1950 hatte Myslejovice 535 Einwohner. Zum 1. Mai 1951 wurden die Wälder westlich von Myslejovice Teil des neuen Truppenübungsplatzes Březina. Die Eingemeindung von Kobylničky und Křenůvky erfolgte 1961. Beim Zensus von 2001 lebten in den 274 Häusern der Gemeinde 630 Personen, davon 367 in Myslejovice (141 Häuser), 149 in Křenůvky (74 Häuser) und 114 in Kobylničky (59 Häuser). Im Zuge der Verkleinerung des Truppenübungsplatzes wurde zum 1. Januar 2015 der Katastralbezirk Ostatky u Křenůvek der Gemeinde Myslejovice zugeordnet.

## Gemeindegliederung
Die Gemeinde Myslejovice besteht aus den Ortsteilen Kobylničky (Kobelniczek), Křenůvky (Krzenuwek) und Myslejovice (Misliowitz).
Das Gemeindegebiet gliedert sich in die Katastralbezirke Kobylničky, Křenůvky, Myslejovice und Ostatky u Křenůvek.

## Sehenswürdigkeiten
- Kirche Mariä Verkündigung, erbaut 1788. Sie wurde am 3. Mai 1789 geweiht und besitzt zwei Altäre.
- Steinernes Kreuz, vor der Kirche
- Gusseisernes Kreuz an der Straße nach Kobylničky
- Gusseisernes Kreuz an der Straße nach Křenůvky
- Burgstall Myslejovice, westlich des Dorfes auf dem Zámčisko
- Frühzeitliche Burgstätte Křéba
- Frühzeitliche Burgstätte Spálený kopec
- Frühzeitliche Burgstätte Kozák
- Denkmal für die Gefallenen des Ersten Weltkrieges, auf dem Dorfplatz
- Waldhütte Wintrovka, westlich des Dorfes auf dem Truppenübungsplatz. Neben der neu errichteten schlichten Hütte befindet sich ein Gedenkstein für Karl Winter († 12. Mai 1912); der Bruder des Proßnitzer Unternehmers Bruno Winter (Brauerei und Mälzerei Winter, Spirituosenfabrik Kornolith) erschoss sich in trunkenem Zustand während einer Jagd bei der damaligen Baumschulbaude. Als Ursache des Suizids wird seine unglückliche Ehe mit der deutlich jüngeren Melanie Nettl angesehen.[4]

## Persönlichkeiten
- Klara Schapiro (1871–1956), die erste Polizeiassistentin in Mainz